# WoensXL
WoensXL, voorheen Winkelcentrum Woensel, is een winkelcentrum in het stadsdeel Woensel-Noord in Eindhoven, in de Nederlandse provincie Noord-Brabant. Het winkelcentrum behoort tot de wijk Ontginning en ligt tegenover het Catharinaziekenhuis. Op 1 januari 2023 telde de buurt 680 inwoners, verdeeld over 475 woningen, met een gemiddelde WOZ-waarde van € 286.000, op een oppervlakte van 0,18 km². 
Het winkelcentrum, dat tussen 2005 en 2007 werd gerenoveerd, telt meer dan 150 winkels en horecabedrijven. Het is het grootste winkelcentrum buiten de Randstad. Het Winkelcentrum is ook een officiële buurt in Eindhoven. Bij het winkelcentrum staat de woontoren Porthos.